# Antologia Palatina
L'Antologia Palatina (in greco antico: Ἀνθολογία διαϕόρων ἐπιγραμμάτων?; in latino Anthologia Palatina, talvolta in sigla: Anth. Pal.) è una celebre raccolta di epigrammi attribuiti a una cinquantina di poeti greci compilata a Bisanzio intorno alla metà del X secolo. Essa costituisce una copia arricchita della perduta antologia epigrammatica compilata da Costantino Cefala alcuni decenni prima (verosimilmente, fra l'880 e il 902). La Palatina consta di circa 3700 epigrammi (per un totale di circa 23000 versi), suddivisi, nelle moderne edizioni e già nel manoscritto originale, in 15 capitoli o libri.
Tale opera venne rinvenuta dall'umanista Claudio Salmasio nel 1607 presso la Biblioteca di Heidelberg, detta Palatina, da cui il nome di Antologia Palatina.
Oggi il manoscritto è diviso in due parti: la più corposa si trova ad Heidelberg, mentre la rimanente è collocata alla Biblioteca nazionale di Francia.

## Autori
L'Antologia Palatina è costituita dai componimenti di svariati scrittori, sia cristiani che pagani. Questi ultimi sono comunque maggioritari e prevale tra essi il poeta Meleagro di Gadara del quale è riportata una raccolta di epigrammi, la Corona (nella quale sono inseriti anche testi di Alceo e Anacreonte); compaiono anche poesie di Callimaco, Leonida di Taranto, Posidippo, Anite, Antagora di Cutro, Nosside, Asclepiade, Filodemo, Simonide e un unico epigramma di Apollonio Rodio. Tra i cristiani spicca Gregorio Nazianzeno, i cui componimenti occupano l'intero libro VIII. Vi sono inoltre vari poeti anonimi e appartenenti al periodo della lirica arcaica.

## Contenuti
I contenuti dell'Antologia sono di grande varietà, come del resto già buona parte delle raccolte di epigrammi antichi (si pensi a quella di Marziale o di Catullo), e spaziano dagli argomenti amorosi a quelli descrittivi, dai lamenti funebri ad argomenti burleschi o d'intrattenimento.
I 15 libri sono divisi per argomento, tranne il tredicesimo e il quindicesimo che affrontano le tematiche più varie. Nello specifico, i libri V e XII sono dedicati ad argomenti erotici (il dodicesimo affronta il topos classico della pederastia), mentre nel libro VII troviamo epigrammi funebri; i libri I e VIII trattano argomenti cristiani, il decimo contiene sentenze moraleggianti e il quattordicesimo espone vari indovinelli, quesiti logici, nonché enigmi ed oracoli. Infine, i libri II, III e IX sono di tipo descrittivo. Tale intento raggruppatorio è visibile esaminando nel dettaglio il manoscritto.
I primi 3 libri costituiscono una sorta di antologia a sé. Il Libro I contiene epigrammi cristiani, in un periodo che va dal IV al X secolo; il II coincide con la descrizione (ἔκφρασις, ekphrasis) delle statue del ginnasio pubblico di Costantinopoli, detto di Zeuxippo, ad opera di Cristodoro di Copto (VI sec.); nel libro III sono contenuti epigrammi ecfrastici del tempio della regina Apollonide, madre di Eumene II e Attalo II, a Cizico.
Dal libro IV si può dire che inizi l'Antologia vera e propria. Infatti il libro IV comprende i proemi delle precedenti antologie epigrammatiche, ossia la Corona (Στέφανος) di Meleagro di Gadara  (pubblicata attorno al 70 a.C.), in ordine alfabetico, la Corona di Filippo di Tessalonica, sotto Caligola, ordinata anch'essa alfabeticamente, e il Ciclo (Κύκλος), in 7 libri ordinati per argomento, di Agazia scolastico, avvocato del VI secolo d.C.
Il libro V comprende gli epigrammi erotici; il VI, gli epigrammi votivi (o anatematici, da ἀνάθεμα, anathema, offerta votiva); il VII, gli epigrammi funerari (o sepolcrali).
La serie tematica viene spezzata con il libro VIII, contenente gli epigrammi di Gregorio di Nazianzo (330-390).
Il libro IX, contenente epigrammi epidittici, è seguito da un libro di argomento simile, il X, con epigrammi filosofici e parenetici (da παραίνησις, parainesis, esortazione).
Ancora una sorta di dittico sono i libri XI - epigrammi conviviali e burleschi (o scoptici) - e il XII, con epigrammi pederotici (i cosiddetti epigrammi della Musa puerilis), soprattutto opera di Stratone di Sardi, di età adrianea.
Varietà tematica comprendono i libri XIII (epigrammi in vari metri), XIV (epigrammi aritmetici, enigmi, indovinelli e oracoli) e XV (epigrammi miscellanei).

## Edizioni italiane
- Autori varî, I poeti dell'Antologia Palatina, traduzione di Ettore Romagnoli, 5 voll., Bologna, Zanichelli, 1940-1948.
- Antologia Palatina, a cura di Annunziato Presta, Roma, Casini Editore, 1957.
- Filippo Maria Pontani (a cura di), Antologia Palatina, introduzione di Anna Meschini, Collana I Millenni, 4 voll., Torino, Einaudi, 1978-1981.
- Fabrizio Conca, Mario Marzi e Giuseppe Zanetto (a cura di), Antologia Palatina, 3 voll., Collana Classici Greci, Torino, UTET, 2005-2011.